# Don’t Tell Me (singel Avril Lavigne)
Don’t Tell Me – szósty w karierze, a zarazem pierwszy wydany singel kanadyjskiej piosenkarki Avril Lavigne z jej drugiego albumu, Under My Skin. Słowa napisała sama artystka, natomiast muzykę napisał Evan Taubenfeld. Producentem utworu jest Butch Walker. Utwór zajmował dobre miejsca na światowych listach przebojów, osiągając 22. pozycję w Stanach Zjednoczonych, 10. pozycję w Australii, 6. pozycję w Hiszpanii, 5. pozycję w Wielkiej Brytanii oraz 1. pozycję w krajach Ameryki Łacińskiej, Meksyku oraz Brazylii.

## Singel CD i jego formaty
Międzynarodowy maxi singel
1. „Don’t Tell Me”
2. „Don’t Tell Me” (Acoustic)
3. „Take Me Away”
4. „Don’t Tell Me” (Teledysk)

Wielka Brytania – singel CD wydanie drugie
1. „Don’t Tell Me”
2. „Don’t Tell Me” (Acoustic)

Europejskie wydanie promocyjne
1. „Don’t Tell Me” (Album Version)

Australia – singel CD
1. „Don’t Tell Me”
2. „Don’t Tell Me” (Acoustic)
3. „Take Me Away”

## Teledysk
W klipie wideo do piosenki postać grana przez Lavigne podąża za swoim chłopakiem, który wyszedł z mieszkania i jest jakby jego sumieniem. Podczas mostku piosenkarka pojawia się w różnych miejscach, takich jak ekran telewizora, okno apartamentu, samochód śpiewając słowa piosenki.
Klip został w 2004 roku nominowany do MTV Video Music Awards w kategorii najlepszy teledysk popowy.

## Pozycje na listach przebojów
| Lista                           | Pozycja |
| ------------------------------- | ------- |
| United World Chart              | 2       |
| Billboard Hot 100               | 22      |
| Australijska ARIA Singles Chart | 10      |
| New Zealand RIANZ Singles Chart | 15      |
| Japońska Osakan Hot 100         | 1       |
| UK Singles Chart                | 5       |
| Włoska Top 50                   | 3       |

| Lista                             | Pozycja |
| --------------------------------- | ------- |
| Hiszpańska Los 40 Principales     | 6       |
| Belgijska Ultratop 50 (Flanders)  | 22      |
| Belgijska Ultratop 50 (Wallonia)  | 28      |
| Holenderska Top 40                | 5       |
| Szwedzka Singles Chart            | 30      |
| Argentyńska Top 40 Singles        | 1       |
| Brazylijska Hot 100 Singles Chart | 1       |
| Meksykańska Top 100 Singles Chart | 1       |